# Woensdagmarkt

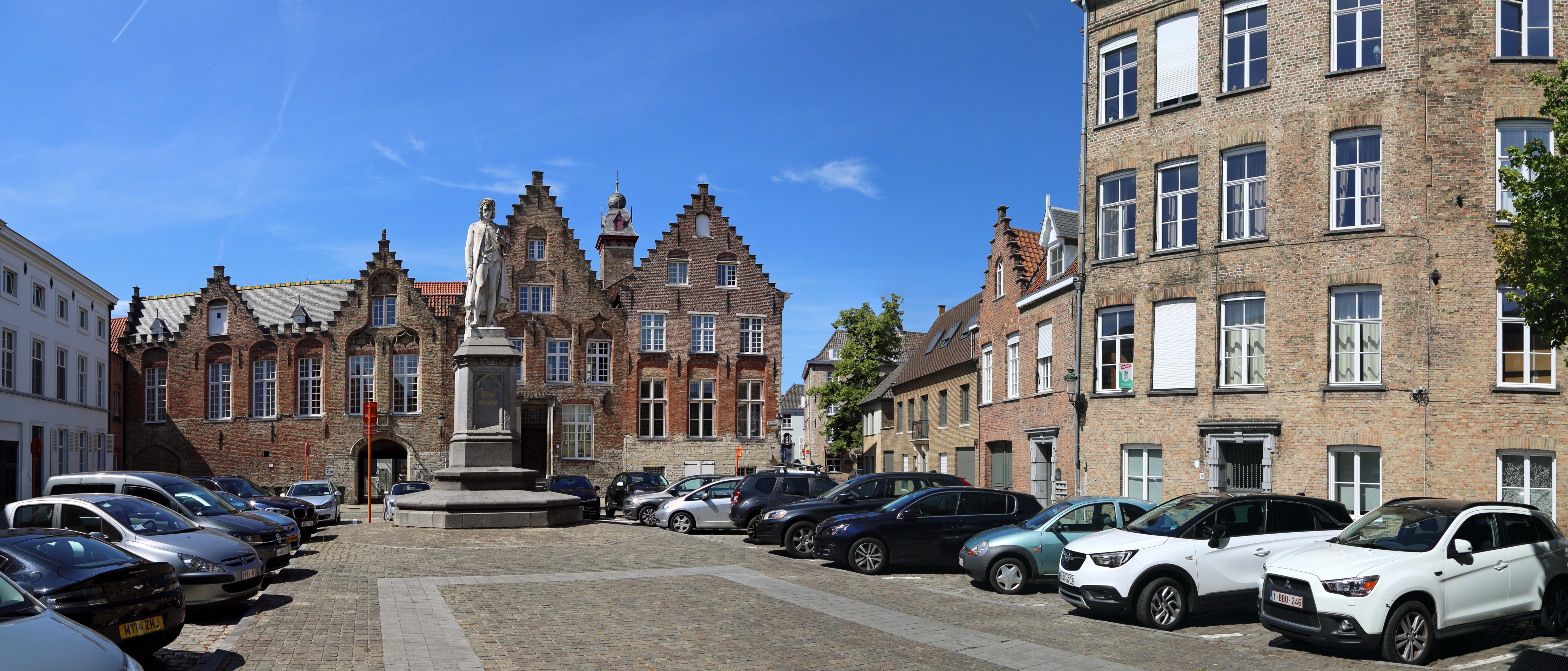
De Woensdagmarkt

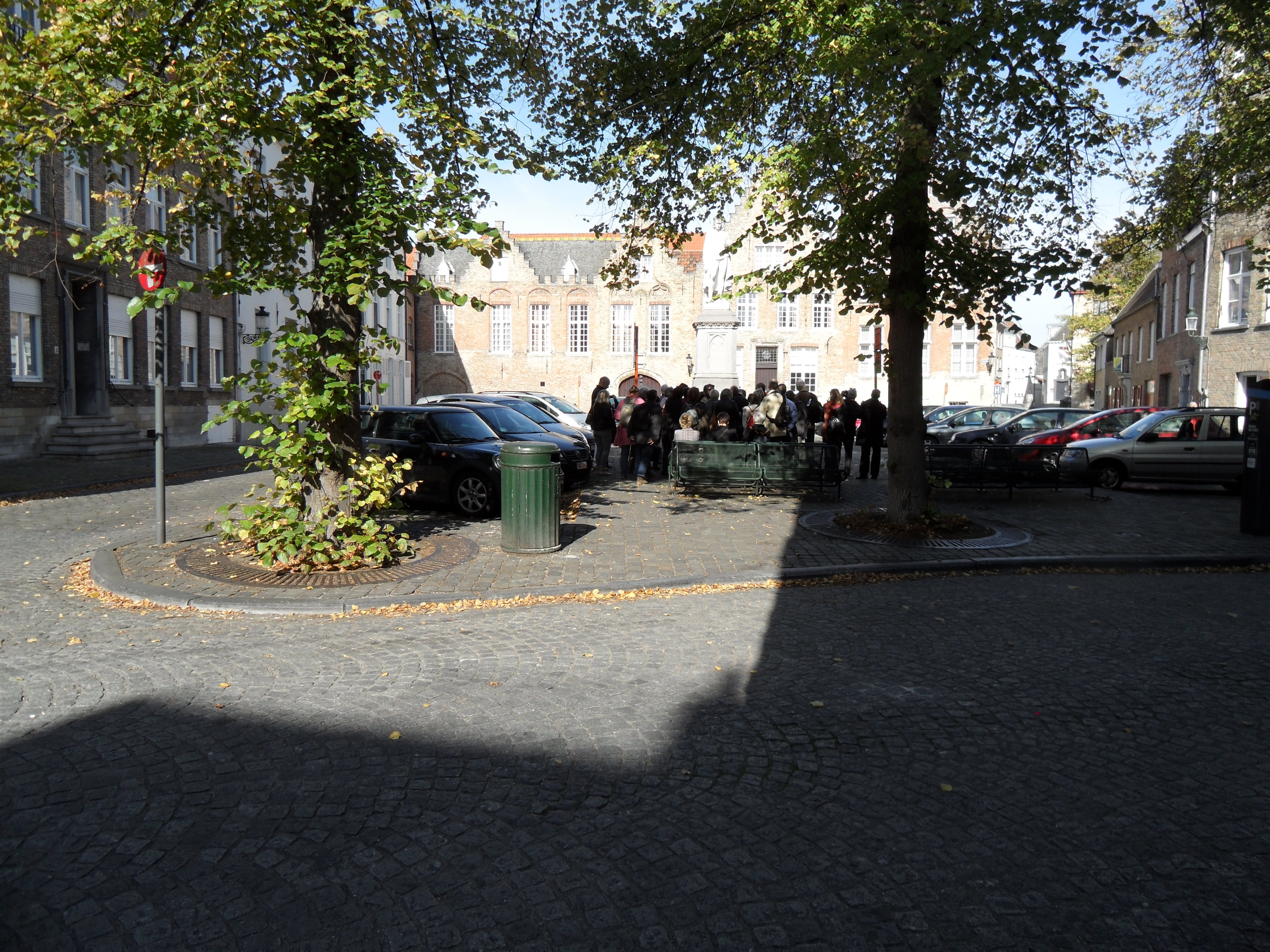
De Woensdagmarkt met het standbeeld van Hans Memling

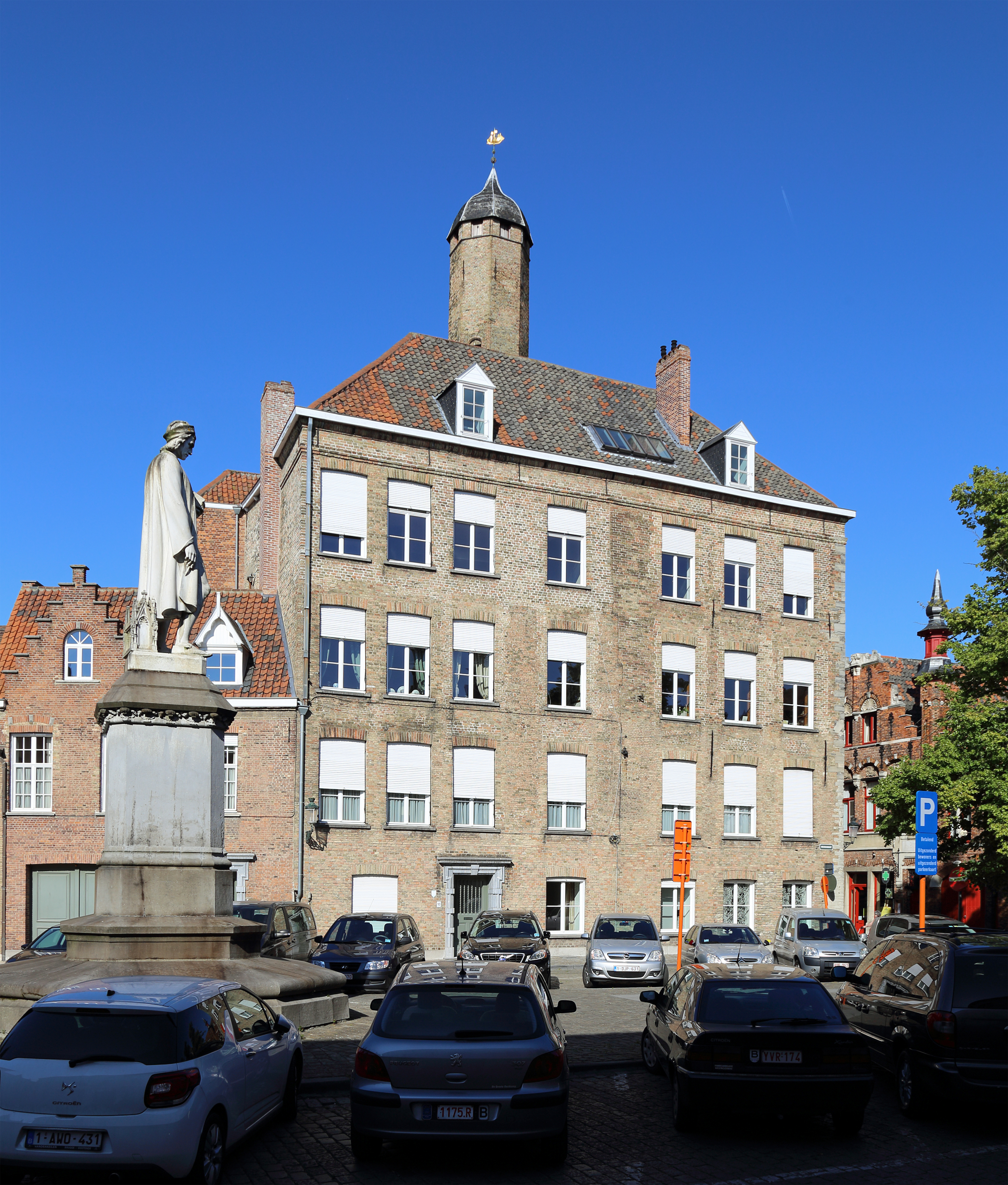
De Woensdagmarkt, met links het standbeeld van Memling en centraal het huis 'Orloge Mansschip' met 16de-eeuwse traptoren

De Woensdagmarkt is een plein in Brugge.

## Naamgeving
De Woensdagmarkt is ontstaan in 1458 door de afbraak van enkele huizen en werd aanvankelijk ook Oosterlingenplein genoemd. Vanaf de 16e eeuw noemde men het plein Koolplaats, omdat er houtskool werd verkocht. Dit gebeurde op woensdag, waardoor al vlug de naam Woensdagmarkt in gebruik kwam. Het plein is te bereiken langs het Genthof of het Oosterlingenplein.
Nadat in 1871 op het plein het standbeeld van Hans Memling werd geplaatst, veranderde de naam in Hans Memlingplaats. In de 19e eeuw werden op die plaats vooral tweedehands gebruiksvoorwerpen en dito kledij verkocht. Geleidelijk aan evolueerde de markt naar een gewone markt met eigentijdse producten. Gedurende de jaren dertig van de 20e eeuw nam de marktfunctie geleidelijk af. Na de fusie van gemeenten in 1971 veranderde de naam terug in Woensdagmarkt.
De naam "woensdagmarkt" wordt thans ook gebruikt voor de groenten- en bloemenmarkt die elke woensdag plaatsvindt op de Grote Markt of bij uitzondering op de Burg.

## Bekende bewoners
- Philippe Chrétien Popp

## In de kunst
In Une ville abandonnée (1904), een gedetailleerde tekening in potlood en pastel, liet Fernand Khnopff de zee tot tegen de Woensdagmarkt komen (toen nog Hans Memlingplein).